# Artyszczów
Artyszczów (ukr. Артищів, Artyszcziw) – wieś na Ukrainie w rejonie gródeckim)  do 2020 roku, a obecnie do rejonu lwowskiego należącym do obwodu lwowskiego.
Dobra tabularne Iwana Hirniaka i 6 współwłaścicieli, położone w 1905 roku w powiecie gódeckim Królestwa Galicji i Lodomerii.